# Hovsjö
För andra betydelser, se Hovsjö (olika betydelser).

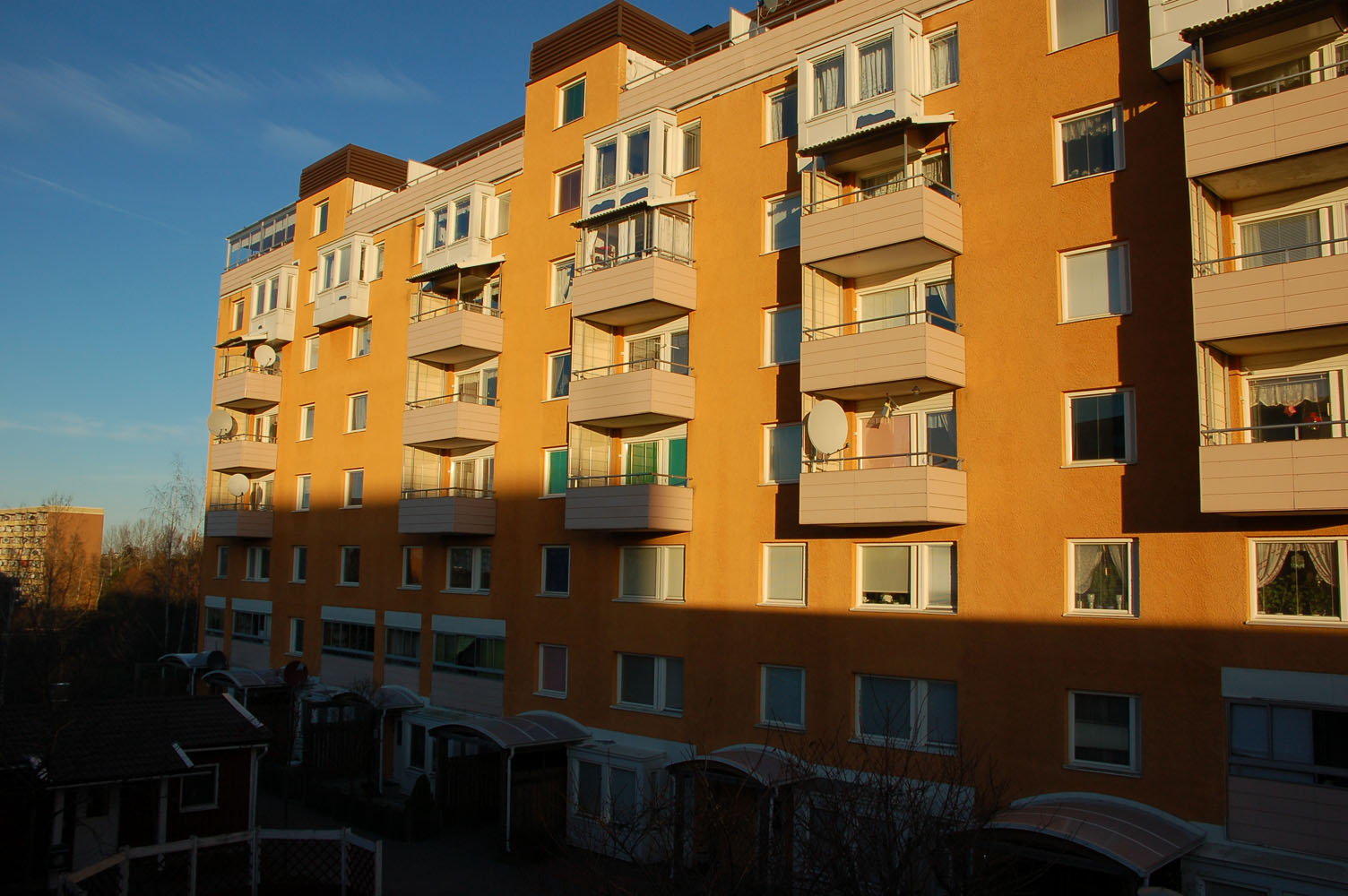
Lamellhus vid Granövägen.

Hovsjö är en stadsdel i sydvästligaste Södertälje i landskapet Södermanland och Stockholms län.

## Historia

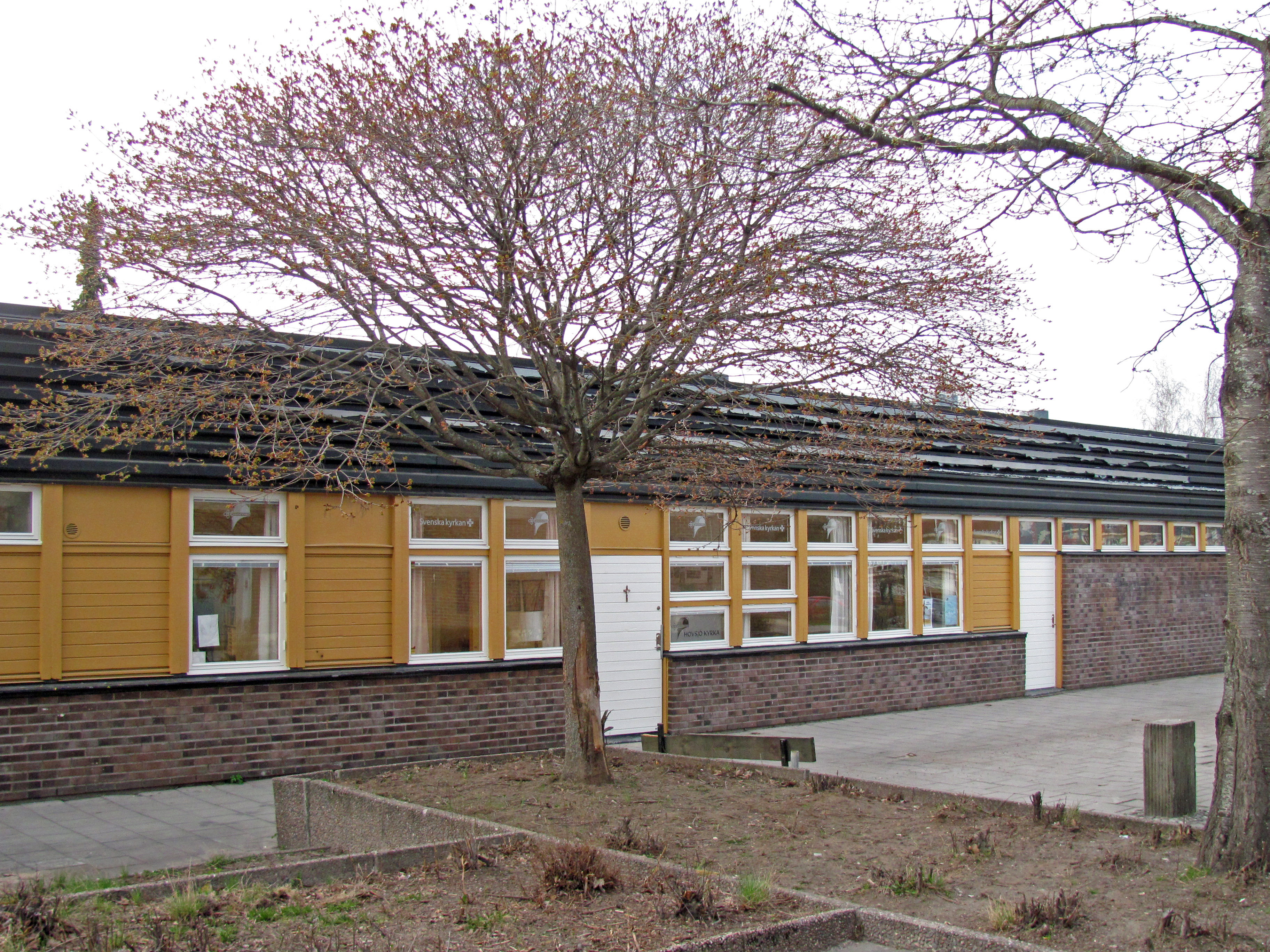
Hovsjö kyrka.

Stadsdelen byggdes 1971−1975 och är ett av stadens yngsta större bostadsområden. Karakteriserande för de som byggts senare är att de är mycket mindre, och med mera varierande boendeformer än vad som finns i Hovsjö. (Exempel på sådana är Tältet och Ritorp.) Stadsdelen är naturskönt belägen, invid sjön Måsnaren. Runt Hovsjö finns stora strövområden, med motionsslingor och skidspår. 
I dag bor det ungefär 6 000 personer i Hovsjö. Stadsdelen domineras starkt av personer med annan etnisk bakgrund än svensk, då i synnerhet assyrier/syrianer, sverigefinländare och armenier.
I Hovsjö finns 2 200 lägenheter i tre- och åttavånings flerfamiljshus samt enplansradhus varav det kommunalt ägda Telge Hovsjö (en del av Telgekoncernen) förvaltar 1 600 lägenheter. Resterande lägenheter köptes av Riksbyggen åren 1985 och 1991 och är numera bostadsrätter. Hovsjö centrum består bland annat av en frisersalong, en restaurang, en nattkrog, en mataffär, gatukök/pizzeria, kiosk och en klädaffär. I anslutning till centrum finns även Hovsjöskolan, fritidsgården, socialkontoret samt en vårdcentral. 

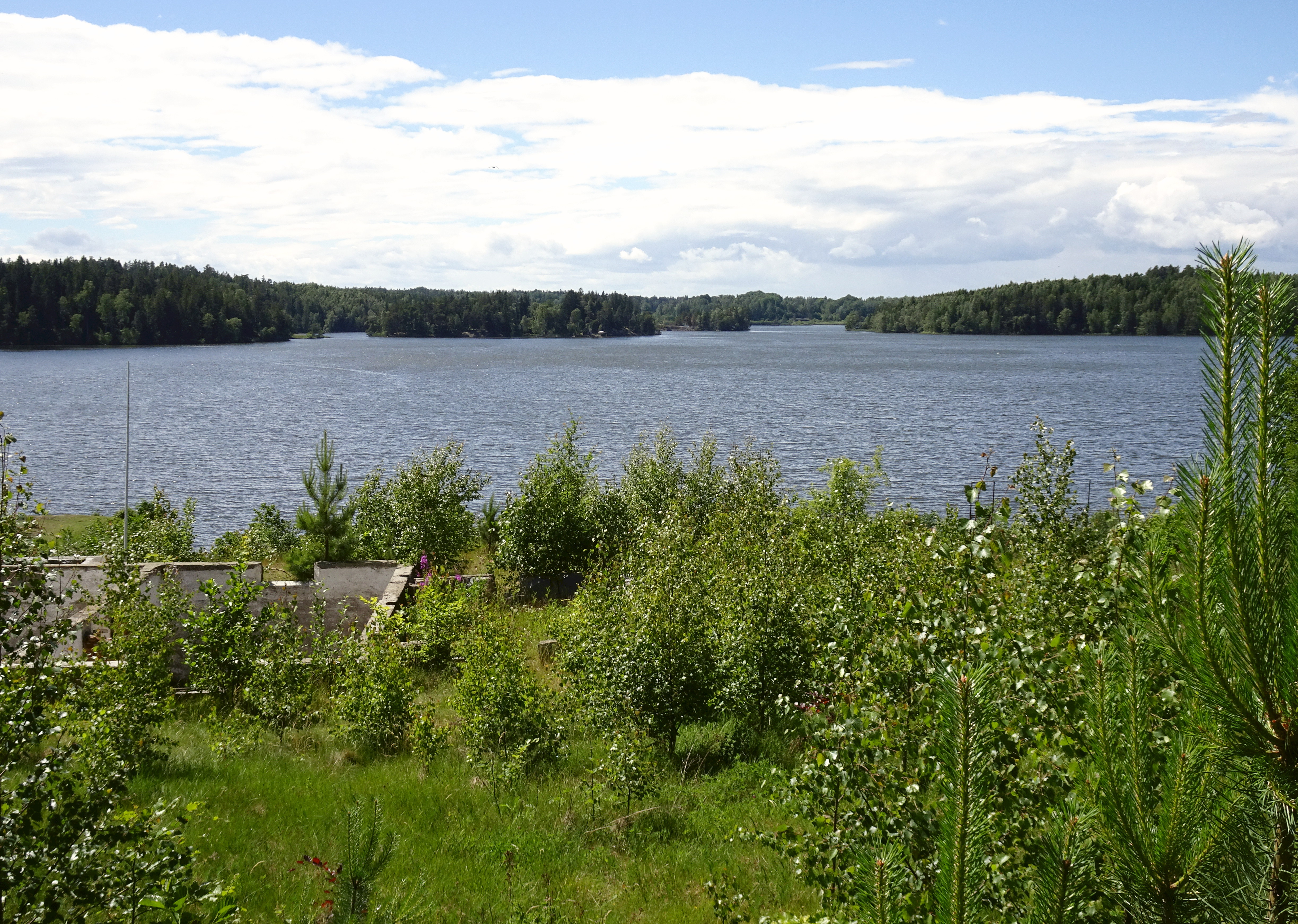
Måsnaren, vy söderut från Hovsjö.

I centrumet finns även Hovsjö kyrka som ingår i Södertälje församling. För de äldre finns Hovsjö seniorboende med dagcentral samt gruppboende för dementa och personer med stort omvårdnadsbehov. Även hemtjänsten är verksam i området. Efter psykädelreformen kan psykiatrin genom Sydgården erbjuda behövande vård och omsorg. Hovsjö består av fem gator, vilka är Gröndalsvägen, Granövägen, Kvarstavägen, Varnbäcksvägen och Björnövägen varav de två förstnämnda gatorna har bytt namn för att göra det lättare för utomstående att känna till de olika gårdarna. Bostadshus finns på samtliga gator utom den sistnämnda vägen.